# Poświętne (powiat wołomiński)

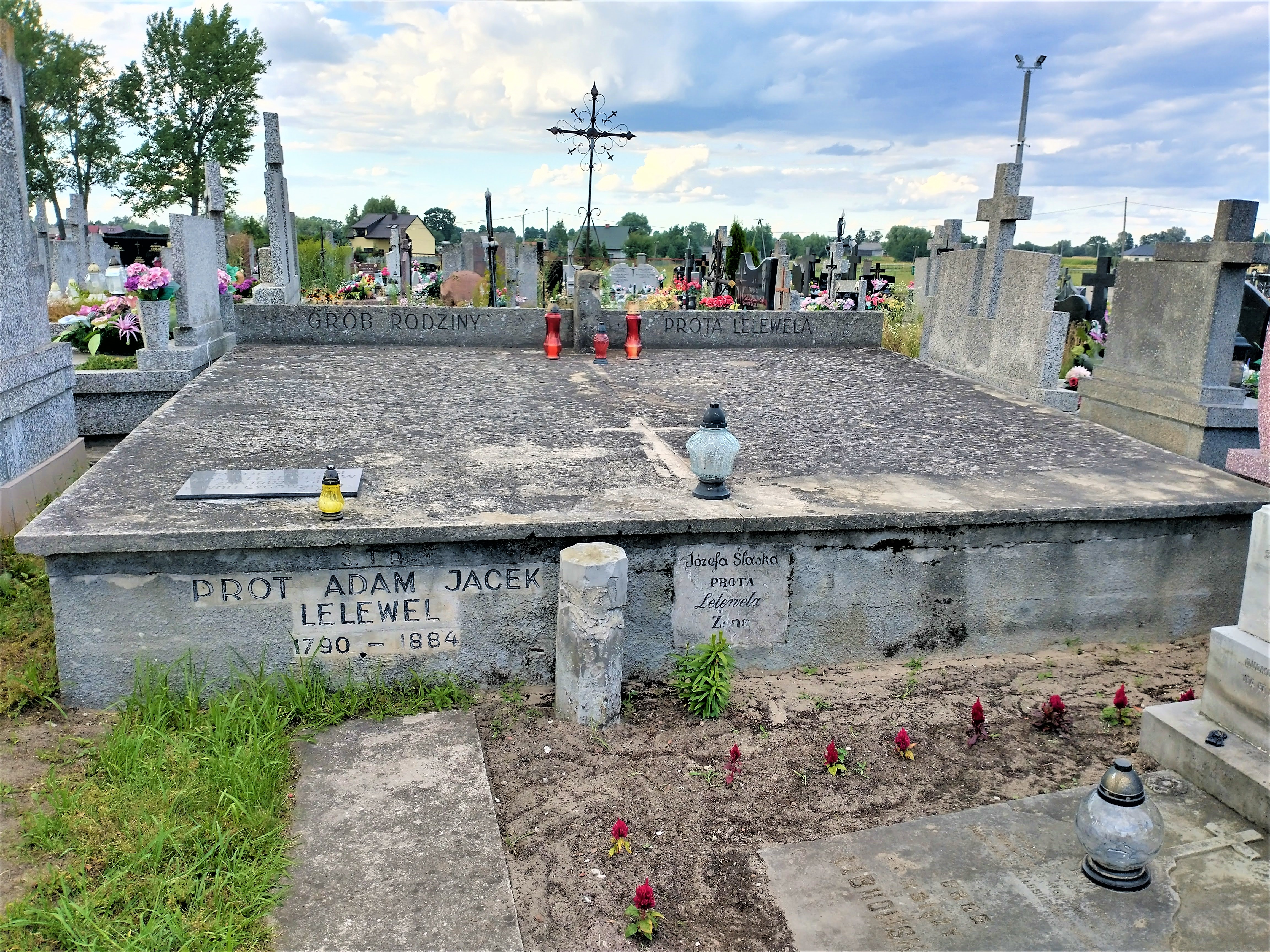
Grób rodziny Lelewelów

Poświętne – wieś w Polsce położona w województwie mazowieckim, w powiecie wołomińskim, w gminie Poświętne. Ma status sołectwa. Wieś jest siedzibą władz gminy.
Wieś jest siedzibą rzymskokatolickiej parafii św. Jana Chrzciciela i św. Wojciecha Biskupa Męczennika w Poświętnem.

## Historia
Do końca XIX w. Poświętne było w gminie Cygów i wchodziło w skład ziem należących do majątku Szymanowskich. W latach 1975–1998 miejscowość należała administracyjnie do województwa siedleckiego.

## Obiekty
We wsi znajdują się:
- Murowana kapliczka przydrożna z ok. połowy XIX wieku. Wewnątrz znajduje się XVIII wieczna rzeźba Chrystusa Ukrzyżowanego.
- Na cmentarzu znajduje się grób rodziny Lelewelów, dawnych właścicieli pobliskiej Woli Cygowskiej. W samej Woli Cygowskiej zasłużonym mieszkańcom: Protowi Lelewelowi (1790–1884) – właścicielowi wsi oraz Joachimowi Lelewelowi (1786–1861) – historykowi, profesorowi Uniwersytetu Wileńskiego i Warszawskiego, politykowi, ideologowi demokracji polskiej, członkowi Rządu Narodowego w powstaniu listopadowym, poświęcono w dowód pamięci tablice pamiątkowe.
- Parafia i kościół rzymskokatolicki pod wezwaniem św. Jana Chrzciciela i św. Wojciecha Biskupa Męczennika erygowana 1 marca 1527 przez biskupa płockiego Rafała Leszczyńskiego jeszcze jako w Cygowie. Dopiero później część wsi z kościołem zaczęto nazywać Poświętne. Pierwszą świątynię ufundowali Maryna Ronczajska i jej synowie Andrzej i Stanisław, właściciele dzisiejszej wsi Ręczaje. W 1755 r. wichura niszczy kościół. Nowy, drewniany ufundował w 1762 właściciel Cygowa i cześnik ziemi warszawskiej Dyzma Szymanowski. Był współkolatorem wraz z wojewodą wileńskim Karolem Stanisławem Radziwiłłem. Do ołtarza głównego ofiarował obraz włoskim malowaniem w cieniu Crucifixi Domini bardzo prześliczny, kupiony od pijarów za 40 dukatów[9].  W podziemiach kościoła pochowani zostali Dyzma Szymanowski, jego syn, Teodor oraz wnuk, Feliks Szymon. We wrześniu 1939 kościół spłonął wraz z całą wsią podczas niemieckiego bombardowania. W 1940 ks. Piotr Zajkowski zbudował tymczasową kaplicę. W latach 1976–1979 trwała budowa dzisiejszego kościoła przez ks. prałata Mariana Pełkę. Został on poświęcony 27 czerwca 2004 przez ks. bp Kazimierza Romaniuka.
- Tablica upamiętniająca Józefa i Józefę Dmochów oraz Jana Kowalskiego, którzy w 1943 zostali zabici przez Niemców za pomaganie Żydom w okolicznym Helenowie[10].